# Euploea mimica
Euploea mimica är en fjärilsart som beskrevs av Hans Fruhstorfer 1910. Euploea mimica ingår i släktet Euploea och familjen praktfjärilar. Inga underarter finns listade i Catalogue of Life.